# سارگیس آلکسانیان
سارگیس آلکسانیان (ارمنی: Սարգիս Ալեքսանյան؛ زادهٔ ۳۰ نوامبر ۱۹۸۳ در ایروان) سیاست‌مدار اهل ارمنستان است؛ که از تاریخ ۱۴ ژانویه ۲۰۱۹ نماینده دوره هفتم مجلس ملی جمهوری ارمنستان از فهرست انتخابات ملی می‌باشد. وی فارغ‌التحصیل دانشگاه معماری دولتی ارمنستان می‌باشد. میناسیان عضو حزب ارمنستان روشن می‌باشد